# Federal Debt Collection Procedures Act of 1990
A Lei de Procedimentos de Cobrança de Dívidas Federais de 1990 (FDCPA), Título XXXVI da Lei de Controle do Crime de 1990, Pub. L. No. 101-647, 104 Stat. 4789, 4933 (29 de novembro de 1990), é uma lei federal dos Estados Unidos aprovada em 1990, que afeta a cobrança de dinheiro devido ao governo dos Estados Unidos. O FDCPA prevalece sobre as leis de remediação estadual na maioria das circunstâncias.
A lei está codificada no Capítulo 176 do Título 28 do Código dos Estados Unidos, em quatro subcapítulos:
- SUBCAPÍTULO A - DEFINIÇÕES E DISPOSIÇÕES GERAIS (§§ 3001-3015)
- SUBCAPÍTULO B - RECURSOS DE PREJUÍZO (§§ 3101-3105)
- SUBCAPÍTULO C - RECURSOS PÓS-JULGAMENTO (§§ 3201–3206)
- SUBCAPÍTULO D - TRANSFERÊNCIAS FRAUDULENTAS ENVOLVENDO DÍVIDAS (§§ 3301-3308)

Uma cláusula da Lei declara que uma pessoa ou organização em dívida com os Estados Unidos, contra a qual uma sentença foi movida, não está qualificada para receber um subsídio do governo, incluindo empréstimos para desastres.
O descumprimento, dependendo da gravidade e frequência, pode ser punido com multa ou até prisão. O FDCPA também permite que o governo federal recupere dinheiro que foi transferido de forma fraudulenta.
A Lei de Procedimentos de Cobrança de Dívidas Federais de 1990 consiste nas seções 3601 a 3631 da Lei de Controle do Crime de 1990.